# Алазини (Торино)
Алазини (итал. Allasini) је насеље у Италији у округу Торино, региону Пијемонт.
Према процени из 2011. у насељу је живело 51 становника. Насеље се налази на надморској висини од 291 м.